# Brad Hopkins
Bradley D. Hopkins (Columbia, 5 settembre 1970) è un ex giocatore di football americano statunitense che ha militato nel ruolo di offensive tackle nella National Football League (NFL).

## Carriera
Dopo avere giocato a football al college all'Università dell'Illinois, Hopkins fu scelto come 13º assoluto nel Draft NFL 1993 dagli Houston Oilers. Nella sua stagione da rookie disputò 11 partite come sinistro titolare. Hopkins giocò come titolare in tutte le 16 partite degli Oilers nel 1995, 1996, 1997 e 1999, bloccando per il running back Eddie George. Nel 1999, dopo che la franchigia era diventata i Tennessee Titans, raggiunse il Super Bowl XXXIV dove Hopkins partì come titolare, perdendo contro i St. Louis Rams guidati da Kurt Warner.
Nel 2000, Hopkins fu convocato per il suo primo Pro Bowl dopo avere fatto parte di una linea offensiva che concesse il terzo minor numero di sack nella NFL e permise a George di superare le 1.500 yard corse. Nel 2003 fu convocato per il suo secondo Pro Bowl, coi Titans che potevano contare su un prolifico attacco guidato da Steve McNair e Eddie George che segnò 30 punti in sei gare consecutive, un record di franvhigia. Hopkins annunciò il suo ritiro il 14 giugno 2006 quando, assieme a McNair era rimasto l'ultimo giocatore dell'epoca degli Houston Oilers.

## Palmarès

### Franchigia
- American Football Conference Championship: 1

Tennessee Titans: 1999

### Individuale
- Convocazioni al Pro Bowl: 2

2000, 2003
- All-Pro: 1

2000
- PFWA All-Rookie Team - 1993

## Statistiche
| Partite             | 194 |
| Partite da titolare | 188 |

## Vita privata
Hopkins è padre del tight end dei Los Angeles Rams Brycen Hopkins.